# Крозада (Удине)
Крозада је насеље у Италији у округу Удине, региону Фурланија-Јулијска крајина.
Према процени из 2011. у насељу је живело 40 становника. Насеље се налази на надморској висини од 58 м.